# Tapinopa gerede
Tapinopa gerede là một loài nhện trong họ Linyphiidae.
Loài này thuộc chi Tapinopa. Tapinopa gerede được Michael Ilmari Saaristo miêu tả năm 1997.